# Megophrys stejnegeri
Megophrys stejnegeri es una especie de anfibio anuro de la familia Megophryidae.

## Distribución geográfica
Es endémica de las selvas de Filipinas.

## Estado de conservación
Se encuentra amenazada de extinción por la pérdida de su hábitat natural.